# .ls
.ls is het achtervoegsel van domeinen van websites uit Lesotho.